# Isaac Amani Massawe
Isaac Amani Massawe (ur. 10 czerwca 1951 w Mango) – tanzański duchowny katolicki, arcybiskup metropolita Arushy od 2017.

## Życiorys
Święcenia kapłańskie otrzymał 29 czerwca 1975 i został inkardynowany do diecezji Moshi. Przez kilka lat był wikariuszem w Narumu i Moshi, zaś w 1980 został wykładowcą niższego seminarium diecezjalnego. W latach 1986–1989 studiował na Walsh University, zaś po powrocie do kraju został duszpasterzem diecezjalnej wspólnoty Braci Odkupiciela (jednocześnie w latach 1999-2004 pracując jako wikariusz biskupi ds. zakonnych). W 2003 mianowany proboszczem katedry w Moshi.
21 listopada 2007 papież Benedykt XVI mianował go biskupem diecezjalnym Moshi. Sakry udzielił mu 22 lutego 2008 metropolita Dar-es-Salaam - kardynał Polycarp Pengo.
27 grudnia 2017 papież Franciszek mianował go arcybiskupem metropolitą Arushy.